# Storia di Alba
La storia di Alba iniziò moltissimi anni fa, nel periodo del Neolitico, quando era abitata da una popolazione stanziale.

## Neolitico
Stando a ritrovamenti archeologici, il territorio di Alba era abitato già nel Neolitico, tra il VI e il III millennio a.C., da una popolazione stanziale, che viveva di caccia e di agricoltura, abitava in capanne di forma rotonda, in un villaggio, situato nella zona dell'attuale Borgo Piave, o raggruppate in un villaggio sulla sponda sinistra del torrente Cherasca, vicino alla confluenza con il Tànaro.
Questi abitanti conoscevano la lavorazione della ceramica e della pietra verde, tagliente e adatta per i primi rudimentali utensili; inoltre praticavano l'allevamento del bestiame.
Nei millenni successivi conobbero l'uso del ferro e del bronzo e vennero classificati col nomen di Liguri Stazielli, termine che definisce un gruppo etnico di origine celtica assimilato, poi, dai galli, invasori di questa zona, alla fine del V secolo a.C.

## Età romana
Le origini del centro abitato di Alba sono sicuramente pre-romane, probabilmente liguro-celtiche: il toponimo è infatti tipico della civiltà ligure e significherebbe "città bianca".
La città ottenne l'imprimatur romano con l'editto del console Gneo Pompeo Strabone e venne battezzata Alba Pompeia. Come municipium romano fu inserita nella Regio IX Liguria e ascritta alla gens Camilia. I diversi ritrovamenti romani dimostrano che nei primi due secoli dell'impero Alba costituì, assieme a Pollenzo e Bene Vagienna, un triangolo strategico e commerciale, creando strutture urbane di notevole interesse, tra cui l'acquedotto, per convogliare le acque in città, e la rete fognaria per scaricare i reflui nel fiume Tànaro.
L'Alba romana era amministrata in modo autonomo, aveva una propria magistratura, ospitava cinque ordini di persone: i decurioni, i cittadini più facoltosi, gli augustali, cavalieri, appaltatori e liberti. Infine la plebe, divisa in collegia di arti e mestieri. Oltre al collegio dei fabbri vi erano i centonari, fabbricanti di lana e stoffe, i dendrogradi, che fornivano legname per le case e le navi. Tutto il materiale storico sull'epoca romana è conservato presso il Museo civico archeologico e di scienze naturali Federico Eusebio. Il materiale epigrafico e archeologico di Alba Pompeia descrive la vita di una classe medio-alta, consistente numericamente, formata sia da gentes romane, sia da discendenti di origine celto-ligure. L'agricoltura e l'allevamento del bestiame erano le principali attività di una parte importante dell'élite di Alba Pompeia.
Lo storico Plinio il Vecchio descrive già l'esistenza di una tecnica agricola applicata alla viticoltura, affinata ed evoluta. La città — cinta, all'epoca da grandi mura poligonali — ospitò l'imperatore Augusto in viaggio per le Gallie e diede i natali, nel 126, all'imperatore Pertinace.
La storia di Alba registra la visita di san Dalmazzo, prima del 5 dicembre 254, data del suo martirio, aiutato da san Giovanni Presbiterio nella conversione dei pagani.
Anche san Frontiniano, nativo di Carcassonne, compare ad Alba, sul finire del III secolo: di ritorno da un pellegrinaggio a Roma si ferma ad Alba e libera una ragazza dal demonio. Il prefetto della città, stranamente infuriato, lo cattura all'uscita di Alba e lo fa decapitare. Il retaggio di un'antica tradizione culturale, che riconosce san Frontiniano protettore dei bambini, ha portato le mamme dei bimbi ammalati a compiere per nove volte il giro della chiesa dedicata al santo, supplicandone la guarigione.

## Medioevo

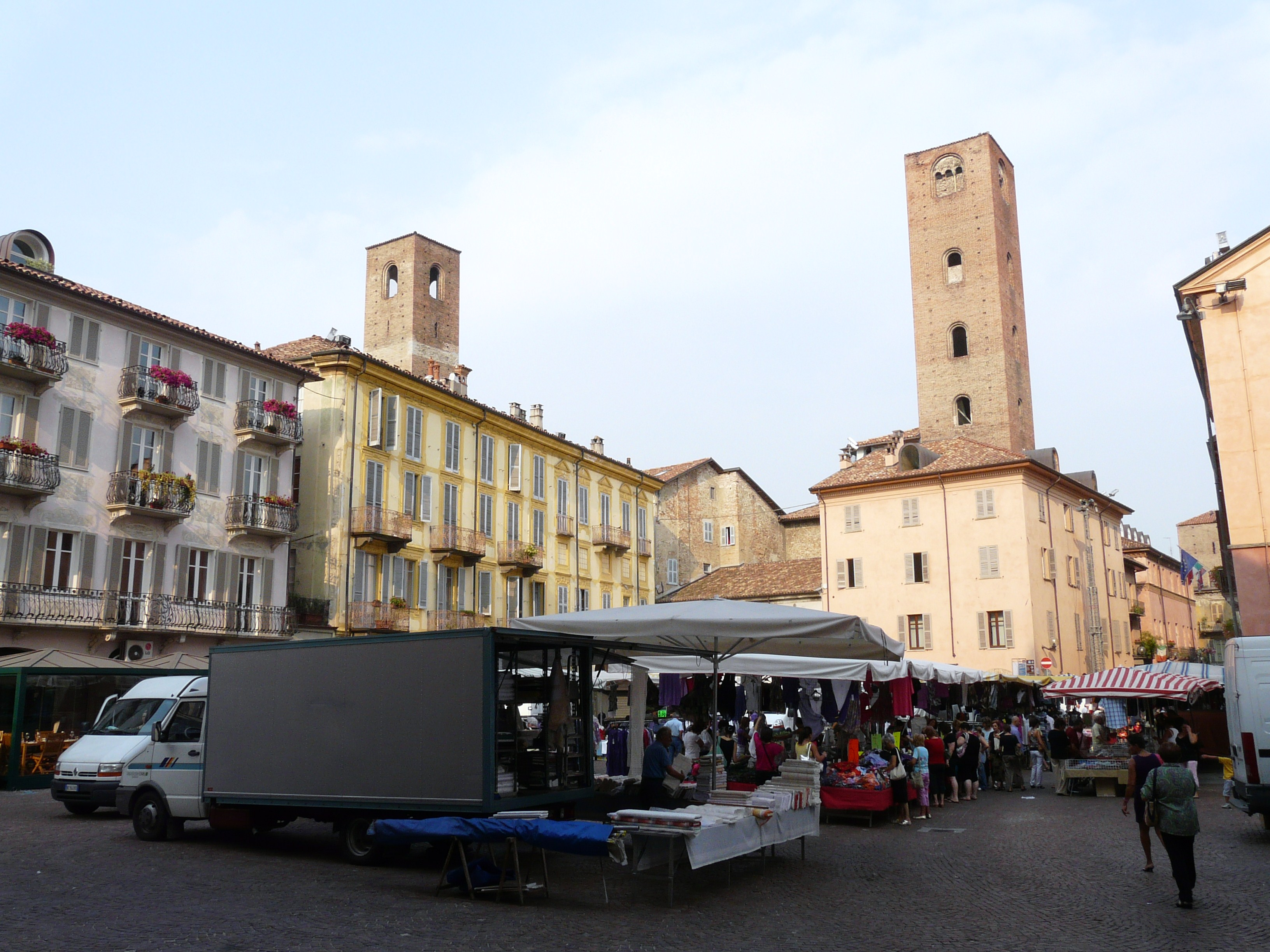
Piazza Risorgimento

Dopo la caduta dell'Impero romano d'Occidente, nel 490 la città venne saccheggiata dai Burgundi seguiti, nel 640, dai Longobardi di Rotari e dai Franchi di Carlo Magno.
Nei periodi successivi alla dominazione romana vennero costruite le mura medioevali: da quelle gotico-longobarde a quelle post-carolingie; dopo le invasioni di Ungari e Saraceni, nel periodo comunale avvennero altre ristrutturazioni. Il perimetro urbano rimase invariato fino all'epoca moderna.
A causa delle devastazioni subite e dei saccheggi si decise di scegliere il vicino paese di Diano come sede amministrativa perché, grazie alla sua posizione naturale, era più difficile da conquistare.
Le successive incursioni dei Saraceni impoverirono a tal punto la diocesi di Alba che si giunse a sopprimerla e a unirla a quelle di Asti e Savona.

### Le Cento Torri
Le mura medioevali della città rappresentavano un notevole sistema di difesa: costruite su un basamento alto oltre due metri, avevano mezzo metro di spessore, erano munite di contrafforti e torrioni, per tutto il loro perimetro erano circondate da un fossato. Le porte della città rispecchiavano le vie di accesso: a nord Porta Tanaro, a sud Porta San Martino, a est Porta del Soccorso o Porta Cherasca, a sud-est Porta San Biagio, a ovest porta Castello. Ogni porta disponeva di una o due torri, per il corpo di guardia e per i funzionari addetti alla riscossione dei pedaggi.
Grazie all'espansione territoriale del comune, Alba vide il formarsi di sette "Camparie" e sei castelli, costruiti a formare una corona sulle colline adiacenti, con funzioni difensive.
Nello stesso periodo in città vennero edificati monasteri, chiese, sei ospedali.
L'ospedale di San Lazzaro fu costruito per la cura dei lebbrosi e delle malattie infettive. Un'antica donazione obbligava a lasciare, ogni anno, due soldi astesi, oppure uno staio di vino, ai poveri infermi.
L'ospedale del Santo Spirito del Ponte si trovava vicino alla Porta Tanaro e apparteneva ai canonici agostiniani dell'abbazia di Ferrania. L'ospedale di Sant'Antonio curava le malattie del fuoco sacro, malattia epidemica, all'epoca molto diffusa. Un quarto ospedale, dedicato a San Marco, si trovava nel luogo dov'è edificato il Cottolengo. Proprietari erano i frati gerosolimitani o cavalieri dell'ordine di San Giovanni di Gerusalemme.
A questo periodo risale lo stemma di Alba in cui appare una croce rossa in campo argento.

### L'alleanza con Carlo d'Angiò
Nel XII secolo Alba divenne comune e aderì alla Lega Lombarda.

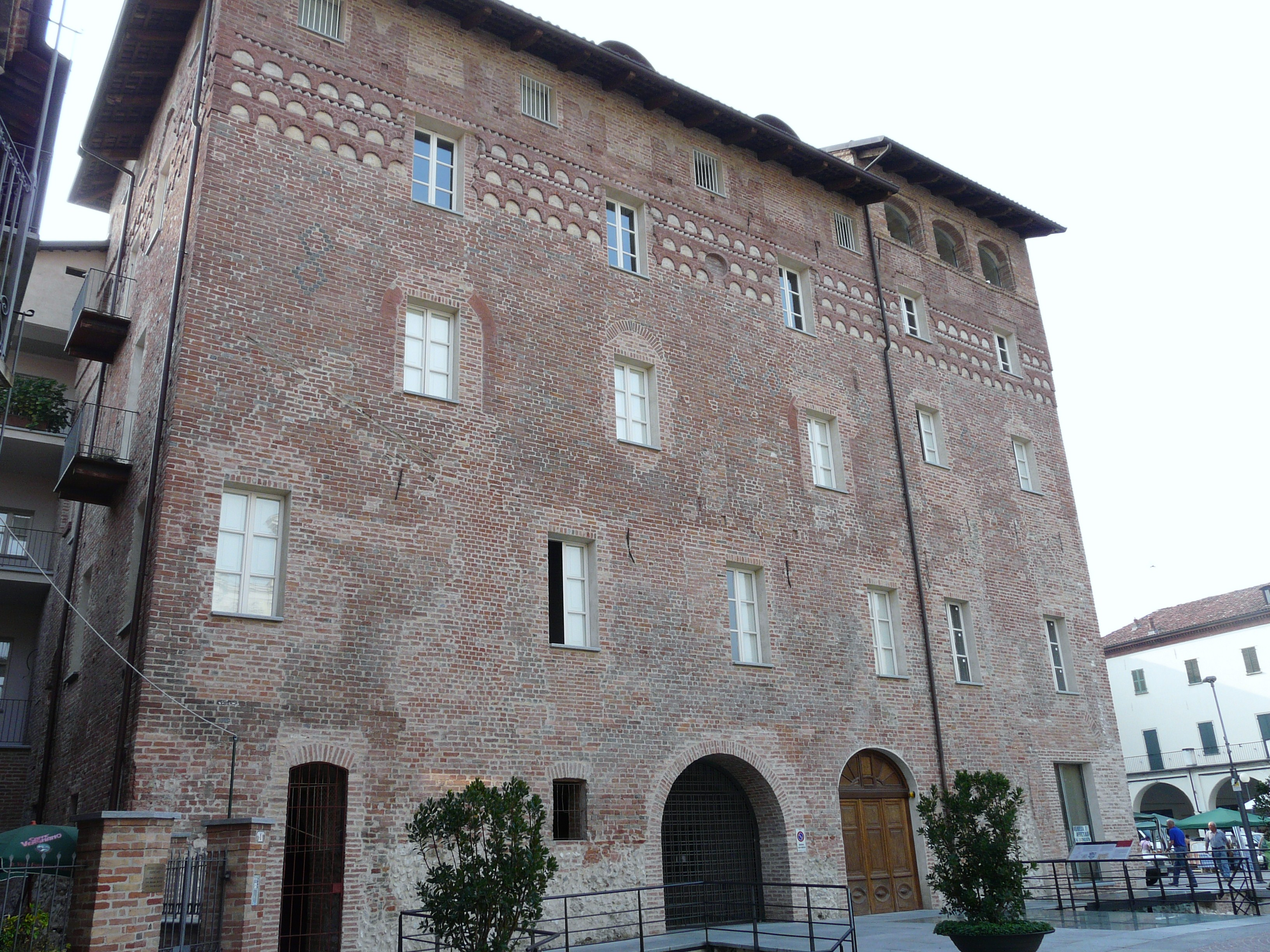
Palazzo Marro

Nel 1259 Alba si alleò con Carlo I d'Angiò, riuscendo a gestire le controversie con la vicina Asti, ma il periodo era denso di rivalità e di mancate promesse, in particolare tra le famiglie Solari (guelfa) e quelle ghibelline, che si contendevano il predominio sul territorio. Asti divenne "il nemico" per antonomasia, interessato a privare Alba del dominio sulla Valle del Tanaro.
Emblema dell'epoca sono le torri, per di più utilizzate a carcere. Alcune di esse, a pianta quadrata, prolungano, nel tempo, il tipico aspetto medioevale della città. La maggior parte delle torri venne demolita nell'800; quella municipale venne abbattuta nel 1864; il materiale venne utilizzato per apportare modifiche all'edificio del duomo.

## Dal Rinascimento all'Illuminismo
Il conflitto tra francesi e spagnoli, nella prima metà del '500, vide Alba teatro di scontri sanguinosi, situazione che si aggravò con l'arrivo in città, nel 1537, di Carlo V. La storia e le cronache di quegli anni registrarono numerosi scontri tra armate rivali, con gravi conseguenze su monumenti e opere d'arte, oggetto di devastazioni e saccheggi.
Dopo la pace di Cateau-Cambrésis del 1559, Alba venne ceduta ai Gonzaga di Mantova. Fu un periodo di pace relativa, anche se era impresa veramente difficile rimediare alle devastazioni che avevano impoverito il territorio. Altri danni vennero provocati da alcuni terremoti, avvenuti dal 1541 al 1549.
Morto Francesco IV Gonzaga, Alba venne attaccata da Carlo Emanuele I di Savoia, che la pose sotto assedio, una prima volta il 23 aprile 1613; ma riuscì a espugnarla solo il 1º aprile 1628, dopo alterne vicende di scontri e scaramucce con i Gonzaga.

### La peste
Cessate le operazioni militari fu la volta della peste. Nel 1630 cominciarono a manifestarsi i primi sintomi, con conseguente calo demografico.
Grazie alla nomina a provincia e con il rifiorire di fiere, feste e mercati — sospesi per decenni, a causa delle più diverse e disparate calamità — venne favorita una ripresa, che non durò molto, anche a causa delle interminabili guerre dinastiche del tempo.

## Il Settecento
Quest'epoca vide fiorire una serie di attività letterarie e artistiche, tra le quali spicca l'Accademia filarmonico-letteraria, creata dal canonico Odella. Tale associazione poté vantare, nel corso dell'800, l'adesione di personalità illustri, quali Silvio Pellico e Giovanni Prati.
Vennero costruiti anche nuovi edifici: l'ospedale di San Lazzaro, su disegni dell'architetto Di Robilant; la chiesa dei Santi Cosma e Damiano, ricostruita in base a un progetto del conte Carlo Emanuele Rangone di Montelupo; la chiesa di Santa Maria Maddalena, su disegni del Vittone.
Grazie a un considerevole esborso in denaro (3 000 lire d'argento), nel 1742, la città venne investita del feudo di Santa Rosalia col titolo di "Contessa di Santa Rosalia".
Grazie a lettere scritte, dal barone Giuseppe Vernazza, all'amico e conte Guido Gaschi, erudito e archivista, emerge un'interessante visione di vita albese tra il 1779 e il 1787. Il Vernazza — che per ottenere il titolo baronale, spese fior di quattrini, con dispiacere del padre — osserva il mondo di quell'epoca con l'occhio del borghese, poco attento ai grandi eventi che stanno mutando l'Europa del tempo. Lo stesso Vernazza, appassionato di archeologia, fu protagonista di un rinvenimento importante: il recupero, nel letto del Tanaro, di un cippo scolpito da Caio Cornelio Germano e Valeria Marcella, reperto conservato nel museo d'Alba.

## La Rivoluzione francese
Al termine del secolo la città conobbe la Rivoluzione francese e fu una delle prime a propugnare la fede giacobina, proclamandosi repubblica e accogliendo l'entrata di Napoleone Bonaparte il 28 aprile 1796.

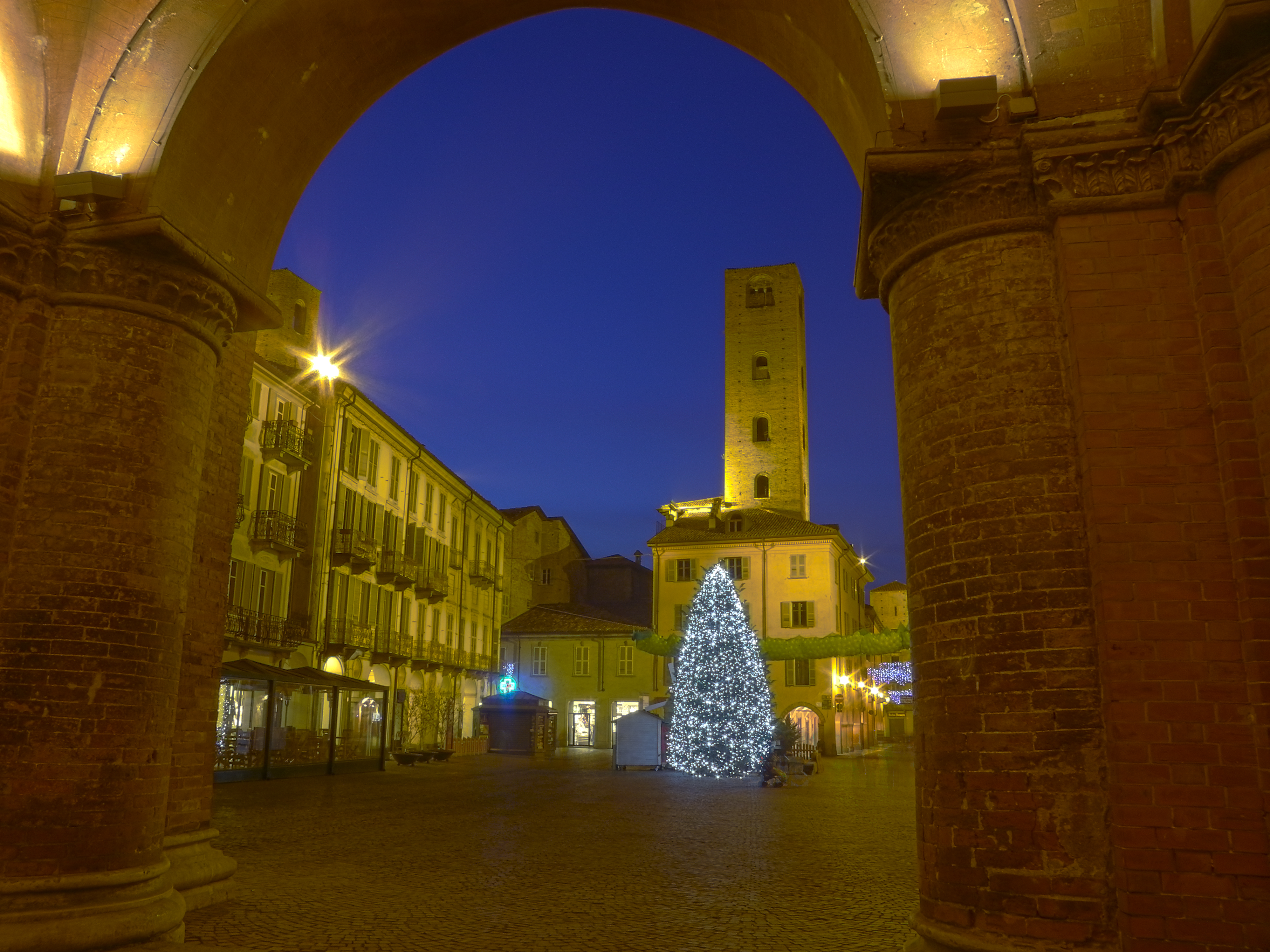
Piazza Risorgimento

L'avventura francese fu di breve durata, provocò alcuni lutti, profanazioni di opere d'arte e di edifici storici; per esempio, la chiesa gotica di San Domenico venne convertita in scuderia. Alla città venne richiesto di contribuire, con 123 000 lire dell'epoca, alle spese militari dei francesi; cifra spropositata, per le finanze della città, per cui Alba inviò due ambasciatori a discutere del provvedimento, ma uno di essi fu fucilato.
Le predette ordinanze di contribuzione alle spese di mantenimento dell'esercito francese, unite ai saccheggi di opere d'arte, alle violenze fisiche nei confronti della popolazione e, soprattutto, all'introduzione della leva obbligatoria — per i giovani di età superiore ai 19 anni, da arruolare nell'Armata napoleonica (il che privava le famiglie di braccia indispensabili al lavoro dei campi) — esasperarono la popolazione e indussero molti albesi (com'era accaduto in altre località delle Langhe) ad abbandonare la città e a confluire nelle formazioni d'insorgenti, cosiddetti barbets, che tentavano di contrastare i soprusi commessi dall'esercito francese.

## Ottocento
La ricostruzione della città, dopo le devastazioni della Rivoluzione francese, fu incominciata da Carlo Felice di Savoia, che portò all'edificazione il Monastero della Maddalena, provvedendo anche alla risistemazione della via che univa Alba con Savona, passando per Cortemilia. L'urbanista e architetto Giorgio Busca fu l'artefice di tale progetto e di una serie di edifici: il Teatro Sociale, Palazzo Miroglio, via Roma e piazza Savona. Il Busca ricoprì anche la carica di sindaco, tra il 1861 e il '65, vide affermarsi la borghesia nascente, i commercianti, tecnici, i professionisti che, dopo il 1848, gradualmente occuparono le cariche pubbliche, dando impulso a numerose forme di Società di Mutuo Soccorso, tra le quali quella che aggregava artisti e operai, fondata nel 1851.

## Novecento
Dopo la prima guerra mondiale, senza entusiasmo la città convisse con il Fascismo, intraprendendo attività fieristiche di successo. I còche, gruppi di giovani, furono iniziatori, in polemica con il Palio di Asti, di una competizione fra asini. La fiera del Tartufo nacque nel 1929 per volere dell'imprenditore Giacomo Morra.
Nei primi anni della seconda guerra mondiale, a partire dall'agosto 1942, furono internati a Alba in soggiorno coatto ben 26 profughi ebrei (incluse famiglie con bambini). Dopo l'8 settembre 1943, nel periodo dell'occupazione tedesca e della Repubblica Sociale Italiana, il gruppo prontamente si disperse. Alcuni trovarono rifugio in Svizzera, altri rimasero nascosti in zona, altri ancora si diressero verso Sud incontro all'esercito alleato. Nell'opera di soccorso agli ebrei si distinse in particolare il maresciallo dei carabinieri di Alba, Carlo Ravera. Invece di procedere al loro arresto, secondo gli ordini ricevuti il 2 dicembre 1943, ne favorì la fuga, con l'aiuto della moglie e di Beatrice Rizzolio, proprietaria del mulino locale. Per questo impegno di solidarietà, il 23 gennaio 1975, l'Istituto Yad Vashem di Gerusalemme ha conferito l'alta onorificenza dei Giusti tra le nazioni al maresciallo Carlo Ravera, alla moglie Maria Ravera e a Beatrice Rizzolio. Quasi tutti gli internati di Alba poterono quindi salvarsi. Unica tragica eccezione è quella della famiglia Deutsch-Hirschl (madre e due figli adolescenti) che, arrestati a Milano il 17 dicembre 1943, furono deportati e uccisi ad Auschwitz nel febbraio 1944.
Alba, durante la seconda guerra mondiale fu proclamata "repubblica indipendente". Per 23 giorni (dal 10 ottobre al 2 novembre 1944) fu la prima repubblica partigiana costituitasi in Italia, ottenendo una medaglia d'oro al valor militare, per l'intensa attività partigiana, raccontata anche dallo scrittore Beppe Fenoglio.
Nel 1948 e, soprattutto, nel novembre '94, violente alluvioni, causate dal Tanaro e da alcuni suoi affluenti, devastarono alcune zone della città.